# U&Eden
U&Eden (wcześniej Eden) – brytyjski kanał telewizyjny, dostępny również w Irlandii, należący do sieci UKTV, w której 50% udziałów posiada BBC Worldwide. Został uruchomiony 8 marca 2004 pod nazwą UKTV Documentary, zastępując wcześniejszy kanał UK Horizons. W 2009 stacja uzyskała obecną nazwę i profil programowy.

## Profil programowy
Eden jest kanałem tematycznym, skupiającym się na przyrodniczych filmach dokumentalnych. Podobnie jak w przypadku wszystkich stacji UKTV, większość emitowanych treści pochodzi z archiwów BBC, przy czym ze względu na emisję reklam w UKTV, dokumenty BBC są przemontowywane tak, aby miały 42 minuty zamiast pierwotnych 58 minut. Uzupełniająco stacja zamawia własne, premierowe produkcje, a także kupuje licencje od innych nadawców krajowych i zagranicznych. 

## Dostępność
Stacja dostępna jest w Wielkiej Brytanii i w Irlandii w sieciach kablowych oraz na platformach satelitarnych. 